# 程瑤
程瑤 （英文名：Donna Ching，1972年6月11日—）香港模特兒、演員、製作人及商人，現為亞洲小姐慈善團體仁美清叙主席，在2019年獲亞洲電視頒發亞洲小姐貢獻大獎。

## 個人簡歷
程瑤生于英屬香港 ，程瑤早年就讀閩僑中學，中學畢業後參選1991年亞洲小姐競選入行，其後當上模特兒拍攝不同類型的廣告及MTV，亦有參與電影演員，更先後出演劉德華、羅文、郭富城等天王的MV女主角。2000年4月，程瑤與拍拖多年的圈外男友朱仲賢簽紙結婚。她婚後為老公先後誕下兩名兒子，其後慢慢淡出模特兒界。

## 演出作品
曾參與廣告:
- 生力啤
- 確不同
- 宏利
- 超羣月餅
- Panasonic
- McDonald's

曾參與電影:
- 1996年 金枝玉葉

曾參與歌手MTV:
- 劉德華
- 羅文
- Dick Lee

## 外部連結
- 程瑤的Instagram帳戶
- 程瑤的Facebook專頁